# Водяний млин (Кіїд'ярве)
Водяний млин у селі Кіїд'ярве (ест. Kiidjärve vesiveski) — пам'ятка культурної спадщини в Естонії. Млин розташований на річці Ах'я, у селі Кіїд'ярве волості Вастсе-Куусте повіту Пилвамаа.
Побудований у 1914 році з цегли. Припинив функціонування у 1979 році. Працював протягом декількох років з 1991 року, коли побудовано нову греблю. У наш час будівля не використовується.
Восени 2015 року греблю зруйновано та побудовано міст.

## Галерея

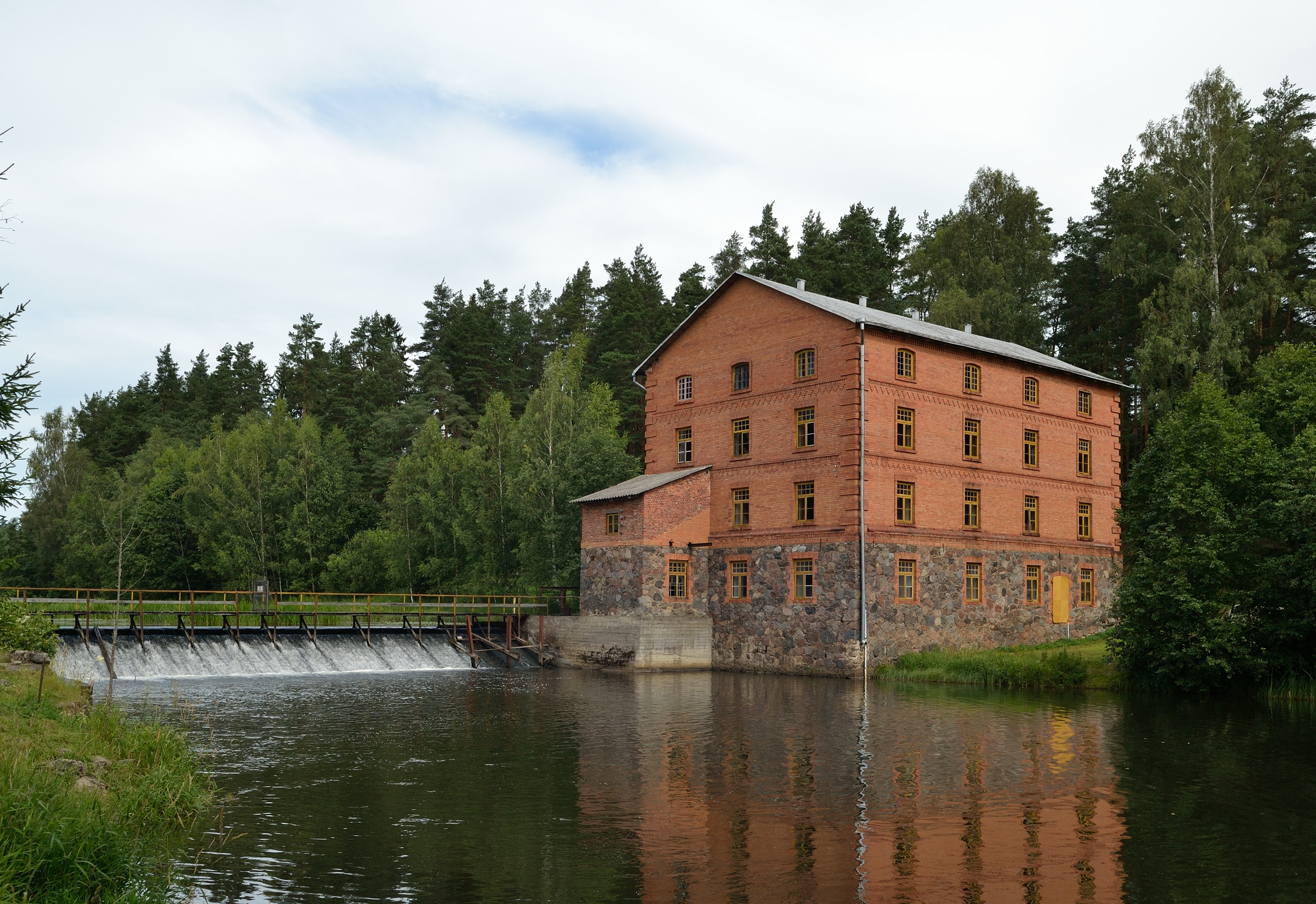
Гребля та млин у 2012 році
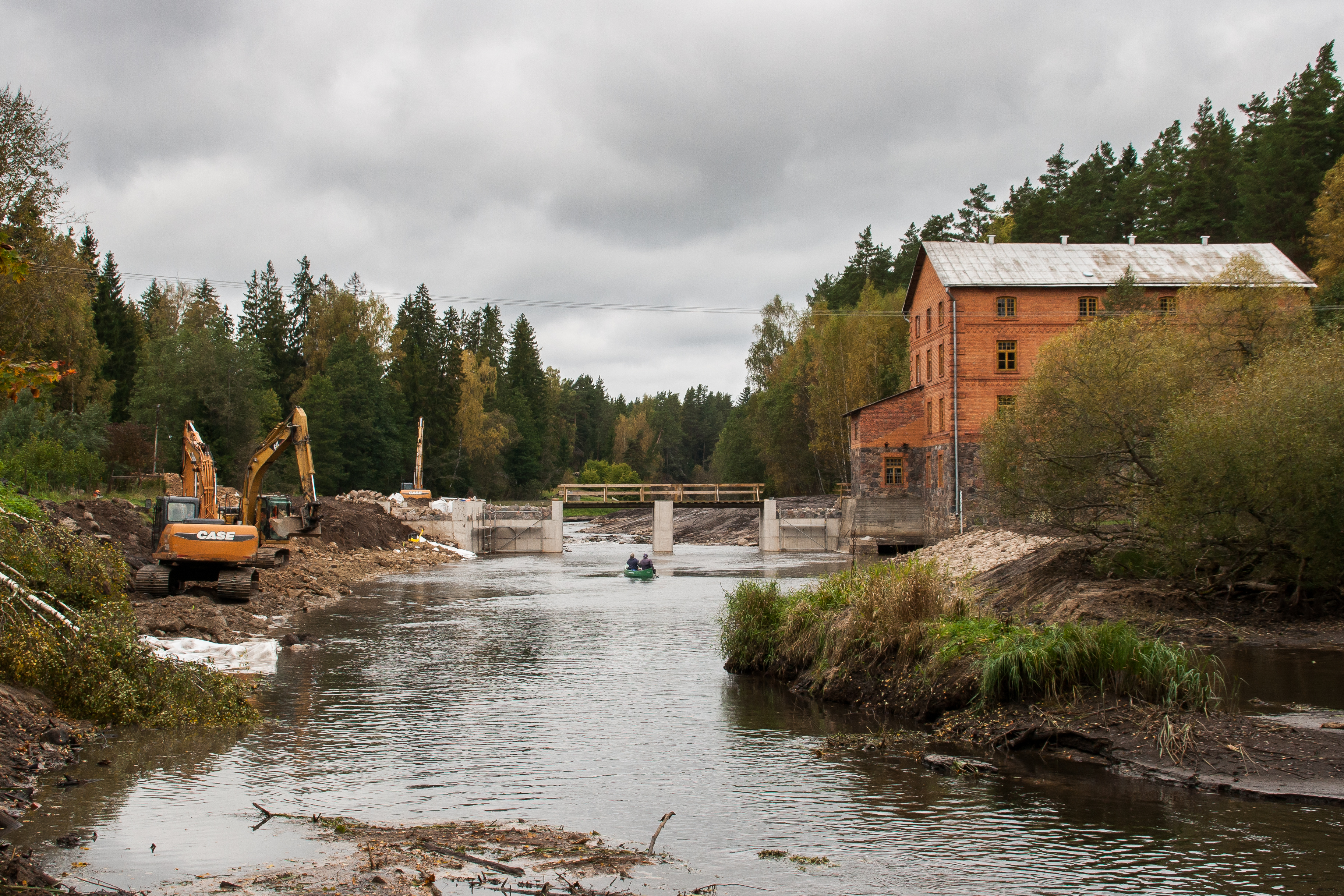
Збудований міст, жовтень 2015 року